# Муай тай на Європейських іграх 2023
Змагання з муай тай на Європейських іграх 2023 року у Мислениці пройшли з 25 та 28 червня 2023 року. Змагання пройшли на «Арені Мислениці». Участь взяли 80 спортсменів з 20 країн.

## Медалісти

### Таблиця медалей
*   Країна-господарка ( Польща)
| Місце                | Країна               | Золото | Срібло | Бронза | Загалом |
| -------------------- | -------------------- | ------ | ------ | ------ | ------- |
| 1                    | Україна (UKR)        | 3      | 1      | 2      | 6       |
| 2                    | Туреччина (TUR)      | 2      | 2      | 2      | 6       |
| 3                    | Польща (POL)*        | 1      | 2      | 2      | 5       |
| 4                    | Бельгія (BEL)        | 1      | 1      | 1      | 3       |
| 5                    | Швеція (SWE)         | 1      | 0      | 1      | 2       |
| 6                    | Естонія (EST)        | 1      | 0      | 0      | 1       |
| 6                    | Молдова (MDA)        | 1      | 0      | 0      | 1       |
| 8                    | Португалія (POR)     | 0      | 2      | 0      | 2       |
| 9                    | Чехія (CZE)          | 0      | 1      | 2      | 3       |
| 10                   | Італія (ITA)         | 0      | 1      | 0      | 1       |
| 11                   | Азербайджан (AZE)    | 0      | 0      | 3      | 3       |
| 12                   | Франція (FRA)        | 0      | 0      | 2      | 2       |
| 12                   | Фінляндія (FIN)      | 0      | 0      | 2      | 2       |
| 14                   | Греція (GRE)         | 0      | 0      | 1      | 1       |
| 14                   | Вірменія (ARM)       | 0      | 0      | 1      | 1       |
| 14                   | Грузія (GEO)         | 0      | 0      | 1      | 1       |
| Загалом (16 збірних) | Загалом (16 збірних) | 10     | 10     | 20     | 40      |

### Чоловіки
| Дисципліна | Золото                   | Срібло                   | Бронза                   |
| ---------- | ------------------------ | ------------------------ | ------------------------ |
| До 60 кг   | Джанні Де Леу (BEL)      | Серкан Коч (TUR)         | Владислав Микитась (UKR) |
| До 60 кг   | Джанні Де Леу (BEL)      | Серкан Коч (TUR)         | Нарек Хачікян (ARM)      |
| До 67 кг   | Ігор Любченко (UKR)      | Оскар Сігерт (POL)       | Хаял Алієв (AZE)         |
| До 67 кг   | Ігор Любченко (UKR)      | Оскар Сігерт (POL)       | Свен Біландер (SWE)      |
| До 71 кг   | Олександр Єфіменко (UKR) | Діас Ноль Да Коста (POR) | Якуб Раєвський (POL)     |
| До 71 кг   | Олександр Єфіменко (UKR) | Діас Ноль Да Коста (POR) | Мессі Кубіла (FRA)       |
| До 81 кг   | Артем Лівадарі (MDA)     | Єгор Скуріхін (UKR)      | Еніс Юнусоглу (TUR)      |
| До 81 кг   | Артем Лівадарі (MDA)     | Єгор Скуріхін (UKR)      | Ондрей Маліна (CZE)      |
| До 91 кг   | Олег Приймачов (UKR)     | Енріко Пеллегріно (ITA)  | Якуб Кудла (CZE)         |
| До 91 кг   | Олег Приймачов (UKR)     | Енріко Пеллегріно (ITA)  | Кіріакос Бакіртціс (GRE) |

### Жінки
| Дисципліна | Золото                   | Срібло                         | Бронза                        |
| ---------- | ------------------------ | ------------------------------ | ----------------------------- |
| До 51 кг   | Гулістан Туран (TUR)     | Роксана Даргель (POL)          | Міріам Джедіді (FRA)          |
| До 51 кг   | Гулістан Туран (TUR)     | Роксана Даргель (POL)          | Анастасія Михайленко (UKR)    |
| До 54 кг   | Мартина Кєрчинська (POL) | Аксана Депіпер (BEL)           | Елене Лоладзе (GEO)           |
| До 54 кг   | Мартина Кєрчинська (POL) | Аксана Депіпер (BEL)           | Езгі Келеш (TUR)              |
| До 57 кг   | Патрісія Акслінг (SWE)   | Матільда Де Мело Фігейра (POR) | Айсу Деврішова (AZE)          |
| До 57 кг   | Патрісія Акслінг (SWE)   | Матільда Де Мело Фігейра (POR) | Міна Сіркеоя (FIN)            |
| До 60 кг   | Астрід Грентс (EST)      | Кубра Кочакуш (TUR)            | Сара Піккрілльо (BEL)         |
| До 60 кг   | Астрід Грентс (EST)      | Кубра Кочакуш (TUR)            | Домініка Філеч (POL)          |
| До 63,5 кг | Бедіха Тачійлдиз (TUR)   | Тереза Стечова (CZE)           | Амелі Рзаєва (AZE)            |
| До 63,5 кг | Бедіха Тачійлдиз (TUR)   | Тереза Стечова (CZE)           | Хонлаторн Мінгсуппхакун (FIN) |